# Psychopsis meyricki
Psychopsis meyricki is een insect uit de familie van de Psychopsidae, die tot de orde netvleugeligen (Neuroptera) behoort. 
Psychopsis meyricki is voor het eerst wetenschappelijk beschreven door McLachlan in 1887.